# Новый Путь (Челябинская область)
Но́вый Путь — посёлок в Чесменском районе Челябинской области России. Входит в состав Калиновского сельского поселения.

## География
Посёлок находится на расстоянии 17 км к юго-западу от села Чесма, административного центра района.

## Население
| 2002 | 2010 |
| ---- | ---- |
| 186  | ↘158 |

### Половой состав
По данным Всероссийской переписи, в 2010 году численность населения посёлка составляла 158 человек (71 мужчина и 87 женщин).

## Улицы
| - ул. Дорожная, - ул. Лесная, | - ул. Приозёрная, - ул. Центральная. |